# Innervisions
| Recensione                    | Giudizio |
| ----------------------------- | -------- |
| AllMusic                      | [ 4 ]    |
| The Austin Chronicle          | [ 5 ]    |
| Christgau's Record Guide      | A        |
| Creem                         | B+       |
| Encyclopedia of Popular Music | [ 8 ]    |
| The Great Rock Discography    | 10/10    |
| Los Angeles Times             | [ 9 ]    |
| MusicHound                    | 5/5      |
| The Rolling Stone Album Guide | [ 10 ]   |
| Slant Magazine                | [ 11 ]   |

Innervisions è un album discografico del cantante polistrumentista Stevie Wonder pubblicato nel 1973 dalla Tamla Records. Il nome originale del disco doveva essere Last Days of Easter.
Innervisions raggiunse la quarta posizione in classifica nella Billboard Top LPs & Tapes e la prima nella Billboard Soul LPs. Il disco si aggiudicò il premio Grammy come "Album of the Year" e "Best Engineered Non-Classical Recording", mentre la canzone Living for the City vinse come Best R&B Song. Innervisions è ampiamente considerato da fan, critici e colleghi uno dei migliori lavori di Wonder e uno dei migliori album di sempre. Si è classificato alla posizione numero 23 nella lista dei migliori 500 album di sempre redatta dalla rivista Rolling Stone, scendendo alla numero 34 nella revisione del 2020. Nel 1999, Innervisions è stato inserito nella Grammy Hall of Fame.

## Il disco
Pubblicata il 3 agosto 1973, questa produzione dell'"Harmonica Man" di Saginaw è compresa nella golden age della sua carriera. L'età d'oro cominciò nel 1972, con Music of My Mind, e nel 1979 l'innovativo album doppio Journey through the Secret Life of Plants segnò il termine di questo periodo in cui Wonder produsse i suoi capolavori per la Tamla-Motown Records. L'album contiene alcune fra le più famose hit del cantante.
Le nove tracce che compongono l'album spaziano attraverso varie tematiche sociali quali l'abuso di droghe in Too High, il razzismo e l'ineguaglianza del sistema in Living for the City, l'amore in ballate come All In Love Is Fair e Golden Lady. La traccia finale, He's Misstra Know-It-All, è un sarcastico attacco all'allora presidente degli Stati Uniti Richard Nixon, come lo sarebbe stata la successiva You Haven't Done Nothin' un anno dopo. Living for the City fu una delle prime canzoni soul a trattare esplicitamente tematiche razziali incorporando i suoni della strada di tutti i giorni come traffico, voci e sirene della polizia, abbinandoli alla musica registrata in studio.
Musicalmente, il disco vede un diffuso impiego del sintetizzatore ARP, all'epoca strumento molto in voga tra i musicisti per la sua caratteristica di costruire un coinvolgimento sonoro completo. Inoltre, Wonder suona tutti gli strumenti in sei delle nove tracce, rendendo, di fatto, buona parte di Innervisions l'opera di un one-man band.

## Tracce
1. Too High – 4:36
2. Visions – 5:23
3. Living for the City – 7:22
4. Golden Lady – 4:40
5. Higher Ground – 3:42
6. Jesus Children of America – 4:10
7. All In Love Is Fair – 3:41
8. Don't You Worry 'Bout a Thing – 4:44
9. He's Misstra Know-It-All – 5:35

## Pubblicazione e incidente d'auto
Tre giorni dopo la pubblicazione di Innervisions, il 6 agosto 1973, Wonder suonò in un concerto a Greenville (Carolina del Sud). Sulla via del ritorno, nei pressi di Durham (Carolina del Nord), Wonder stava dormendo mentre era in auto con il suo amico John Harris alla guida, quando la macchina ebbe un incidente schiantandosi contro un camion. Stevie Wonder fu ferito alla fronte e perse conoscenza. Sanguinante, fu estratto dai rottami dell'auto dai soccorritori. Per quattro giorni rimase in coma tra la vita e la morte a causa del trauma cerebrale, causando l'attenzione dei media e la preoccupazione di familiari, amici e ammiratori.
Fu l'amico e tour director Ira Tucker il primo a essere presente quando Stevie si svegliò dal coma:
(Ira Tucker)
La ripresa di Wonder fu molto lunga e difficile. Quando riprese conoscenza, scoprì di aver perso il senso dell'olfatto (recuperato poi in seguito). Altro grande timore era quello di aver perso il proprio talento musicale.
(Ira Tucker)
Wonder dovette sottoporsi a terapie mediche per un anno, si stancava facilmente, e soffriva spesso di forti mal di testa. L'incidente gli cambiò la vita in molti modi, soprattutto nel modo di pensare. La sua profonda fede spirituale gli fece dubitare che si fosse trattato di un semplice incidente d'auto, ma piuttosto di un avvertimento a dare più importanza alla vita.
(Stevie Wonder)